# RKSV Sittardia in het seizoen 1967/68
Het seizoen 1967/1968 was het 14e en laatste jaar in het bestaan van de Sittardse betaaldvoetbalclub Sittardia. Aan het eind van het seizoen fuseerde de club met Fortuna '54 tot Fortuna SC. De club kwam uit in de Nederlandse Eredivisie en eindigde daarin op de 18e plaats, dit hield in dat de club rechtstreeks degradeerde naar de Eerste divisie, doordat het faillissement van Xerxes/DHC '66 en de fusie bleef de club in de Eredivisie actief. Tevens deed de club mee aan het toernooi om de KNVB Beker, hierin werd de club in de tweede ronde, na verlenging, uitgeschakeld door Excelsior (2–3).

## Wedstrijdstatistieken

### Eredivisie
|       | ADO   | Ajax  | DOS   | DWS   | Feijenoord | Fortuna '54 | Go Ahead | GVAV  | MVV   | NAC   | N.E.C. | PSV   | Sparta | Telstar | FC Twente '65 | Volendam | Xerxes/DHC '66 |
| ----- | ----- | ----- | ----- | ----- | ---------- | ----------- | -------- | ----- | ----- | ----- | ------ | ----- | ------ | ------- | ------------- | -------- | -------------- |
| Thuis | 2 – 2 | 1 – 1 | 4 – 2 | 0 – 1 | 1 – 2      | 3 – 0       | 0 – 1    | 3 – 1 | 2 – 2 | 0 – 2 | 1 – 3  | 1 – 1 | 0 – 3  | 1 – 4   | 2 – 1         | 2 – 1    | 1 – 1          |
| Uit   | 4 – 0 | 4 – 0 | 2 – 1 | 3 – 0 | 5 – 1      | 2 – 1       | 3 – 0    | 1 – 2 | 6 – 4 | 1 – 0 | 2 – 2  | 4 – 1 | 5 – 0  | 1 – 1   | 5 – 1         | 1 – 0    | 2 – 0          |

### KNVB Beker
| Groepsfase                                      | MVV                                                    | 4 – 0 (3 – 0)                      | Sittardia                               |
| 31 december 1967 Plaats: Maastricht De Geusselt | Joop Ensinck 3' Willy Brokamp 25', 27' Zef Geurten 75' |                                    |                                         |
| Groepsfase                                      | Limburgia                                              | 1 – 2 (0 – 1)                      | Sittardia                               |
| 24 februari 1968 Plaats: Brunssum Venweg        | Jacques Maas 90' (pen.)                                |                                    | 13' Henk van Laatum 60' Theo Hansen     |
| Groepsfase                                      | Sittardia                                              | 4 – 2 (1 – 0)                      | Roda JC                                 |
| 24 maart 1968 Plaats: Sittard De Baandert       | Frans Guns 42', 84', 85' Ned Bulatović 52'             |                                    | 49' Wim Langenhuizen 67' Fred Gillissen |
| Groepsfase                                      | Sittardia                                              | 1 – 1 (0 – 0)                      | Fortuna '54                             |
| 4 april 1968 Plaats: Sittard De Baandert        | Frans Guns 71'                                         |                                    | 60' Uwe Fischer                         |
| 2e ronde                                        | Excelsior                                              | 3 – 2 (0 – 2, 2 – 2) Na verlenging | Sittardia                               |
| 28 april 1968 Plaats: Rotterdam Woudestein      | Hans Bassant 46' Dick Beek 56' Gerard Weber 117'       |                                    | 10', 14' Frans Guns                     |

## Statistieken Sittardia 1967/1968

### Eindstand Sittardia in de Nederlandse Eredivisie 1967 / 1968
| Stand | Gespeeld | Gewonnen | Gelijk | Verloren | Punten | Doelpunten voor | Doelpunten tegen |
| ----- | -------- | -------- | ------ | -------- | ------ | --------------- | ---------------- |
| 18e   | 34       | 6        | 7      | 21       | 19     | 38              | 79               |

### Topscorers
| #                 | Naam            | Goal |
| ----------------- | --------------- | ---- |
| 1.                | Nico Mares      | 11   |
| 2.                | Frans Guns      | 8    |
| 3.                | Srđan Čebinac   | 7    |
| 4.                | Jo Geyselaers   | 2    |
| 4.                | Harry Heuts     | 2    |
| 6.                | Anton Dormans   | 1    |
| 6.                | Louis Dullens   | 1    |
| 6.                | Willy Dullens   | 1    |
| 6.                | Theo Hansen     | 1    |
| 6.                | Henk van Laatum | 1    |
| 6.                | Jo Plum         | 1    |
| 6.                | Jan Wolfs       | 1    |
| Onbekend doelpunt |                 |      |
| –                 | Onbekend        | 1    |
| Totaal            | Totaal          | 38   |

| #      | Naam            | Goal |
| ------ | --------------- | ---- |
| 1.     | Frans Guns      | 6    |
| 2.     | Theo Hansen     | 1    |
| 2.     | Ned Bulatović   | 1    |
| 2.     | Henk van Laatum | 1    |
| Totaal | Totaal          | 9    |

## Voetnoten
ADO ·
Ajax ·
DOS ·
DWS ·
Feijenoord ·
Fortuna '54 ·
Go Ahead ·
GVAV ·
MVV ·
NAC ·
N.E.C. ·
PSV ·
Sittardia ·
Sparta ·
Telstar ·
FC Twente '65 ·
Volendam ·
Xerxes/DHC '66